# Лысое (Орловская область)
Лы́сое — село в Дмитровском районе Орловской области. Входит в состав Бородинского сельского поселения.

## География
Расположено на севере Дмитровского района, в 15 км к северу от Дмитровска и в 6 км от границы с Брянской областью на реке Большая Локня. Высота над уровнем моря — 254 м.

## История

### XVIII век
Упоминается с 1704 года как село с храмом Рождества Пресвятой Богородицы. По переписи 1709 года в Лысом было жилых пашенных дворов — 31, которые из-за скудности объединились в 26 дворов, 1 двор занимала семья священника, 12 дворов запустели после переписи 1707 года. В «жилых» дворах проживало 88 душ мужского пола, во дворе священника — 2 д.м.п. После переписи 1707 года убыло: 1 человек взят в Севск ямщиком, 3 человека сошли в Комарицкую волость, 6 человек «таскаются» между дворов, 2 человека сошли в Кромской уезд, 2 человека пропали безвестно, 41 человек умер. 
В 1711 году Лысое входит в состав вотчины молдавского князя Дмитрия Кантемира, дарованной ему Петром I. Таким образом, местные жители на полтора века оказываются в крепостной зависимости. В 1763 году за Кантемирами здесь числилось 200 душ мужского пола, за Трубецкими — 73. В 1797 году за А. А. Безбородко здесь числилось 234 д.м.п. крестьян и 7 д.м.п. малороссиян, за Трубецкими — 83 д.м.п. До 1778 года село входило в состав Глодневского стана Комарицкой волости Севского уезда. В 1778—1782 годах в составе Луганского уезда. С 1782 года в составе Дмитровского уезда Орловской губернии (до 1796 года — наместничества). В то же время село становится административным центром Лысовского стана Дмитровского уезда.

### XIX — начало XX века
В XIX веке в Лысом располагалась становая квартира полицейского пристава. В 1853 году в селе было 57 дворов, проживало 684 человека (335 мужского пола и 349 женского). В 1861—1923 годах Лысое входило в состав Работьковской волости Дмитровского уезда. В 1866 году в бывшем владельческом селе Лысое было 63 двора, проживало 727 человек (342 мужского пола и 385 женского), действовали 7 маслобоен. В то время через село проходила просёлочная дорога из Дмитровска в Карачев. В 1877 году в Лысом было 80 дворов, а в 1894 году — уже 121 двор. В конце XIX века в селе располагалось поместье графа Кушелева-Безбородко. В 1897 году в Лысом проживало 829 человек (372 мужского пола и 457 женского); всё население исповедовало православие. В начале XX века в селе действовала школа грамоты.
В Первой мировой войне участвовали жители Лысого: Бадьин Илья Савватиевич (1884), Бадьин Корней Михайлович, Быков Трофим Фролович (1892), Демин Антон Георгиевич, Денькин Василий Маркович (1884), Дронов Назар Михайлович (1895), Дронов Пётр Карпович (1880), Дронов Фёдор Карпович, Дронов Фёдор Николаевич, Дронов Яков Михайлович (1886), Гапонов Андрей Фёдорович (1894), Журов Григорий Егорович (1896), Захаренко Максим Фёдорович, Захаренко Устин Антонович (1890), Зимин Григорий Ананьевич и другие.

### Советское время
В 1926 году в селе было 147 хозяйств (в том числе 146 крестьянского типа), проживало 727 человек (308 мужского пола и 419 женского), действовала школа 1-й ступени и красный уголок. В то время Лысое входило в состав Бородинского сельсовета Волконской волости Дмитровского уезда.
С 1928 года в составе Дмитровского района. В 1937 году в селе было 147 дворов.
Во время Великой Отечественной войны, с октября 1941 года по август 1943 года, Лысое находилось в зоне немецко-фашистской оккупации (территория Локотского самоуправления). 21 октября 1941 года бои в районе села вела прорывавшаяся из окружения 42-я танковая бригада. В ходе Курской битвы бои за освобождение Лысого вели: 896-й стрелковый полк 211-й стрелковой дивизии (12 августа 1943 года), 19-я инженерно-сапёрная бригада (13 августа), 894-й (14 августа) и 887-й (15 августа) стрелковые полки 211-й стрелковой дивизии.
По состоянию на 1945 год в Лысом находился центр колхоза «Красный Городок». До 1990-х годов в селе действовала молочно-товарная ферма.

## Храм Рождества Пресвятой Богородицы
Православный храм, освящённый в честь Рождества Пресвятой Богородицы, упоминается вместе с селом с 1704 года. По переписи 1709 года в церкви служил священник Иван Ильин, у которого был сын Семён. Псаломщик церкви умер между 1707 и 1709 годами и его место пустовало. Последнее деревянное здание храма было построено в 1839 году. В 1873—1906 годах к Рождественскому храму села Лысого была приписана Афанасьево-Кирилловская церковь села Бородино, не имевшая в то время своего причта. В советское время храм был закрыт и до наших дней не сохранился. В Государственном архиве Орловской области хранится единственная уцелевшая метрическая книга этой церкви — за 1892 год.

## Население
| Годы      | 1853 | 1866 | 1877 | 1897 | 1914 | 1916 | 1926 | 1981 | 2002 | 2010 |
| --------- | ---- | ---- | ---- | ---- | ---- | ---- | ---- | ---- | ---- | ---- |
| Население | 684  | 727  | 777  | 829  | 1047 | 1073 | 727  | 80   | 37   | 15   |